# Piotr (Polański)
Piotr, imię świeckie Piotr Fiodorowicz Polański, ros. Пётр Фёдорович Полянский (ur. 28 czerwca?/10 lipca 1862 we wsi Strożewoje (ujeźd korotojakski, gubernia woroneska), zm. 10 października 1937 w Magnitogorsku) – biskup i męczennik Rosyjskiego Kościoła Prawosławnego. Zwierzchnik Rosyjskiego Kościoła Prawosławnego od 12 kwietnia do 9 grudnia 1925 jako patriarszy locum tenens. Po jego aresztowaniu przez władze komunistyczne na stanowisku tym zastępował go metropolita Sergiusz (Stragorodski).

## Życiorys
Urodził się we wsi Storożewoje, w ujeździe korotajakskim, guberni woroneskiej. W 1885 ukończył Woroneskie Seminarium Teologiczne, a w 1892 – Moskiewską Akademię Teologiczną. W 1897 uzyskał tytuł magistra nauk teologicznych. Od 1906 pracownik Komitetu Edukacyjnego przy Świętym Synodzie Rosyjskiego Kościoła Prawosławnego, zdobył wysokie stopnie cywilne. W latach 1917–1918 uczestniczył w pracach Soboru Lokalnego Rosyjskiego Kościoła Prawosławnego. Nawiązał również bliską współpracę z przyszłym patriarchą Tichonem i metropolitą Sergiuszem. W 1920, kiedy zaczęły nasilać się prześladowania Cerkwi ze strony władzy komunistycznej, patriarcha Tichon starał się pozyskać go dla służby cerkiewnej. Zaproponował mu wstąpienie w stan zakonny i przyjęcie święceń biskupich. Polański przyjął postrzyżyny mnisze z rąk metropolity Sergiusza. 8 października 1920 patriarcha Tichon powołał go na stanowisko biskupa podolskiego. Wkrótce biskup Piotr został aresztowany i lata 1920–1923 spędził na zesłaniu w Wielikim Ustiugu. Po powrocie z zesłania w 1923 stał się jedną z najbardziej prominentnych osobistości w hierarchii cerkiewnej, pozostając w bliskich kontaktach z patriarchą Tichonem. Został podniesiony do godności arcybiskupa, a w 1924 otrzymał tytuł metropolity krutickiego.
25 grudnia 1924 patriarcha Tichon wydał akt, w którym naznaczył trzech ewentualnych następców na stanowisku zwierzchnika Rosyjskiego Kościoła Prawosławnego na wypadek swojej śmierci. Akt ten nie znajdował oparcia w prawosławnym prawie kościelnym, ale był podyktowany trudną sytuacją, w jakiej znalazł się Rosyjski Kościół Prawosławny. Tichon zdawał sobie sprawę, że władze komunistyczne nie zezwolą na wybór nowego patriarchy, toteż pragnął zabezpieczyć Kościół przed chaosem administracyjnym. Trzema potencjalnymi kandydatami z listy Tichona byli metropolita kazański Cyryl (Smirnow), metropolita jarosławski Agatangel (Prieobrażenski) oraz metropolita kruticki Piotr. W chwili śmierci Tichona, metropolita Piotr był jedynym z wymienionych w liście dostojników nie przebywającym w więzieniu ani na zesłaniu. 12 kwietnia 1925, w dzień pogrzebu patriarchy Tichona, objął on stanowisko patriarszego locum tenens.
Po wyborze na stanowisko locum tenens metropolita Piotr poddawany był ostrym naciskom ze strony władzy radzieckiej, która żądała od niego wyrażenia lojalności w stosunku do państwa oraz zbliżenia z proradzieckim ruchem Żywej Cerkwi. Podczas gdy Piotr generalnie zgadzał się uznać konieczność politycznej lojalności prawosławnych w stosunku do radzieckich władz, to Żywą Cerkiew uważał on za ruch schizmatycki. Oskarżony przez działaczy Żywej Cerkwi o kontakty z rosyjskimi emigrantami na Zachodzie, Piotr został ponownie aresztowany. Wiedziony przykładem swojego poprzednika, również i on sporządził listę potencjalnych następców. Jedynym biskupem z listy, będącym w stanie pełnić tę funkcję był metropolita Sergiusz, który przyjął tytuł zastępcy locum tenens, na znak, że zwierzchnikiem Kościoła pozostaje nadal metropolita Piotr. Nigdy nie powrócił on jednak do pełnienia swoich obowiązków, resztę życia spędzając na zesłaniu i w więzieniach, dręczony przez władze sowieckie.
W listopadzie 1926 metropolita Piotr został skazany na trzy lata zesłania w region Uralu. Karę w maju 1928 przedłużono o kolejne dwa lata. W 1930 ponownie aresztowany. Po odmowie zrzeczenia się swej nominalnej funkcji i rozpoczęcia współpracy z tajnymi służbami, został skazany na pięć lat ciężkich robót. Ciężkie warunki więzienne odbiły się niekorzystnie na jego zdrowiu, metropolita Piotr został częściowo sparaliżowany. W latach 1931–1937 przebywał w odosobnieniu w więzieniu w Wierchnieuralsku. W 1936 zdecydowano o przedłużeniu jego odosobnienia o trzy lata. W tym samym roku metropolita Sergiusz otrzymał fałszywą informację o śmierci metropolity Piotra i objął pełne zwierzchnictwo nad Rosyjskim Kościołem Prawosławnym, jako patriarszy locum tenens.
2 października 1937 metropolita Piotr został skazany na śmierć. Egzekucja przez rozstrzelanie odbyła się 10 października 1937, o godzinie 16:00. Ciało pogrzebano w Magnitogorsku.

## Kanonizacja i upamiętnienie
Metropolita kruticki Piotr został 23 lutego 1997 kanonizowany jako wielki męczennik i wyznawca przez Rosyjski Kościół Prawosławny. Jego święto obchodzone jest 10 października, w rocznicę śmierci metropolity. Jest patronem eparchii magnitogorskiej.